# Dżambyn Batmönch

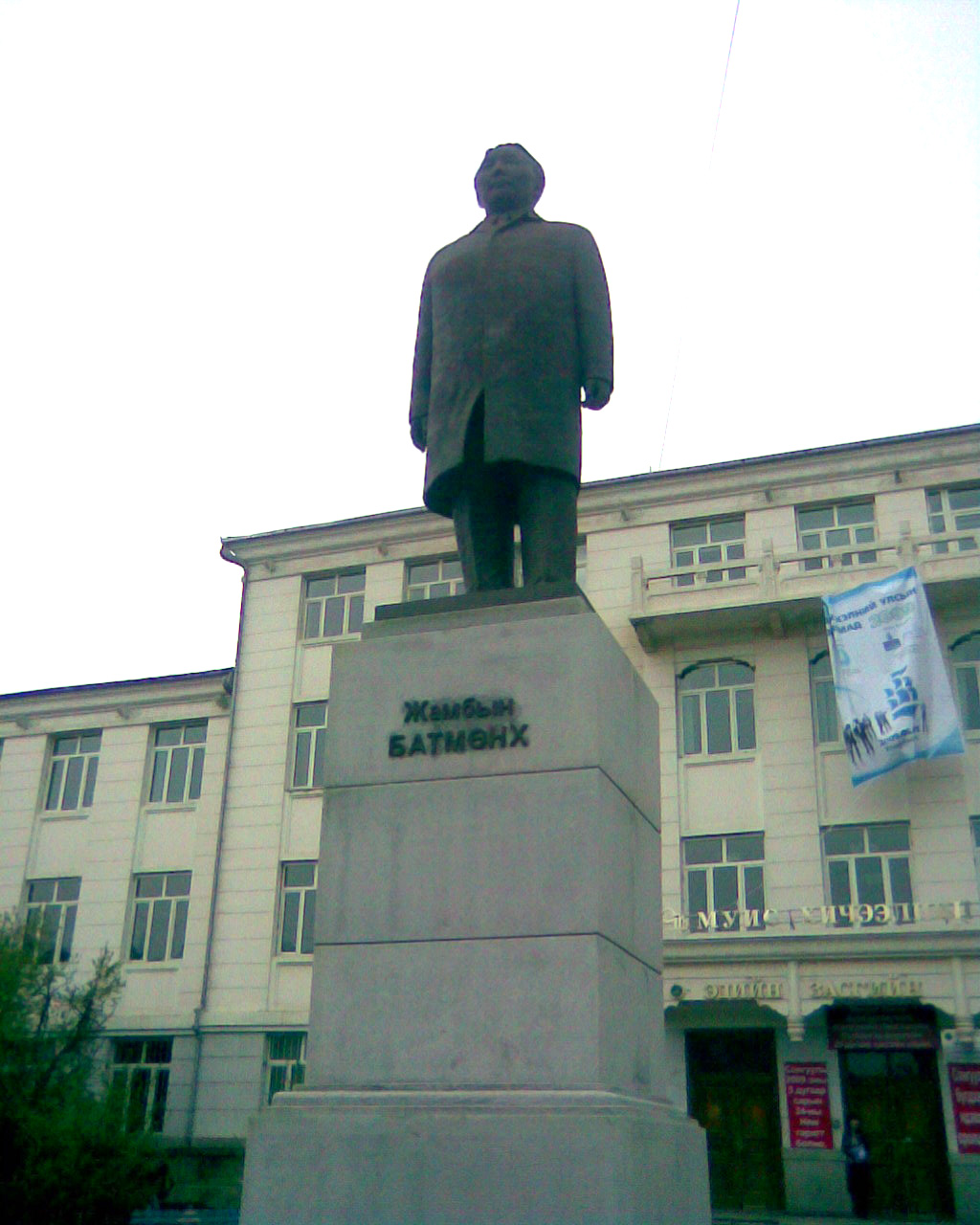
Pomnik Batmöncha w Ułan Bator

Dżambyn Batmönch (mong. Жамбын Батмөнх; ur. 10 marca 1926 w somonie Chjargas w ajmaku uwskim, zm. 14 maja 1997 w Ułan Bator) – mongolski polityk komunistyczny, ekonomista, premier Mongolskiej Republiki Ludowej w latach 1974–1984, przewodniczący Wielkiego Churału Państwowego w latach 1984–1990, sekretarz generalny Mongolskiej Partii Ludowo-Rewolucyjnej w latach 1984–1990.

## Życiorys
Ukończył Państwowy Uniwersytet Mongolski, od 1948 członek Mongolskiej Partii Ludowo-Rewolucyjnej, od 1951 wykładał na Uniwersytecie Pedagogicznym, 1956–1958 prorektor Wyższej Szkoły Partyjnej przy KC MPL-R. Od 1961 kandydat nauk ekonomicznych, 1962–1967 kierownik katedry, prorektor i rektor Instytutu Nauk Ekonomicznych, 1973–1974 kierownik Wydziału Nauki i Oświaty MPL-R. Od 11 czerwca 1974 do 12 grudnia 1984 premier Mongolskiej Republiki Ludowej. Od 24 sierpnia 1984 do 14 marca 1990 sekretarz generalny MPL-R, od 12 grudnia 1984 do 21 marca 1990 przewodniczący prezydium Wielkiego Churału Państwowego. Gdy pod koniec 1989 zaczął się konsolidować w Mongolii ruch demokratyczny domagający się odejścia komunistów od władzy, Batmönch sprzeciwił się użyciu siły, po czym ustąpił ze stanowisk szefa partii i przewodniczącego parlamentu.
Zmarł 14 maja 1997.

## Odznaczenia
- Order Suche Batora (1976)
- Order Lenina (ZSRR, 1986)
- Order Przyjaźni Narodów (ZSRR)
- Order Klementa Gottwalda (Czechosłowacja, 4 lutego 1986)
- Order Złotej Gwiazdy (Wietnam)
- Medal jubileuszowy „W upamiętnieniu 100-lecia urodzin Władimira Iljicza Lenina” (ZSRR)